# NGC 7751
NGC 7751 ist eine Galaxie vom Hubble-Typ S im Sternbild Fische auf der Ekliptik. Sie ist schätzungsweise 151 Millionen Lichtjahre von der Milchstraße entfernt und hat einen Durchmesser von etwa 45.000 Lichtjahren.
Das Objekt wurde am 27. September 1785 von Wilhelm Herschel entdeckt.